# Crème et beurre de Bresse
Pour les articles homonymes, voir Beurre, Crème et Bresse.
Crème et beurre de Bresse sont un beurre français et une crème de la région naturelle et historique de la Bresse bénéficiant d'une AOC depuis le 26 janvier 2012. En 2014, la Crème et le Beurre de Bresse deviennent une appellation d'origine protégée (AOP).

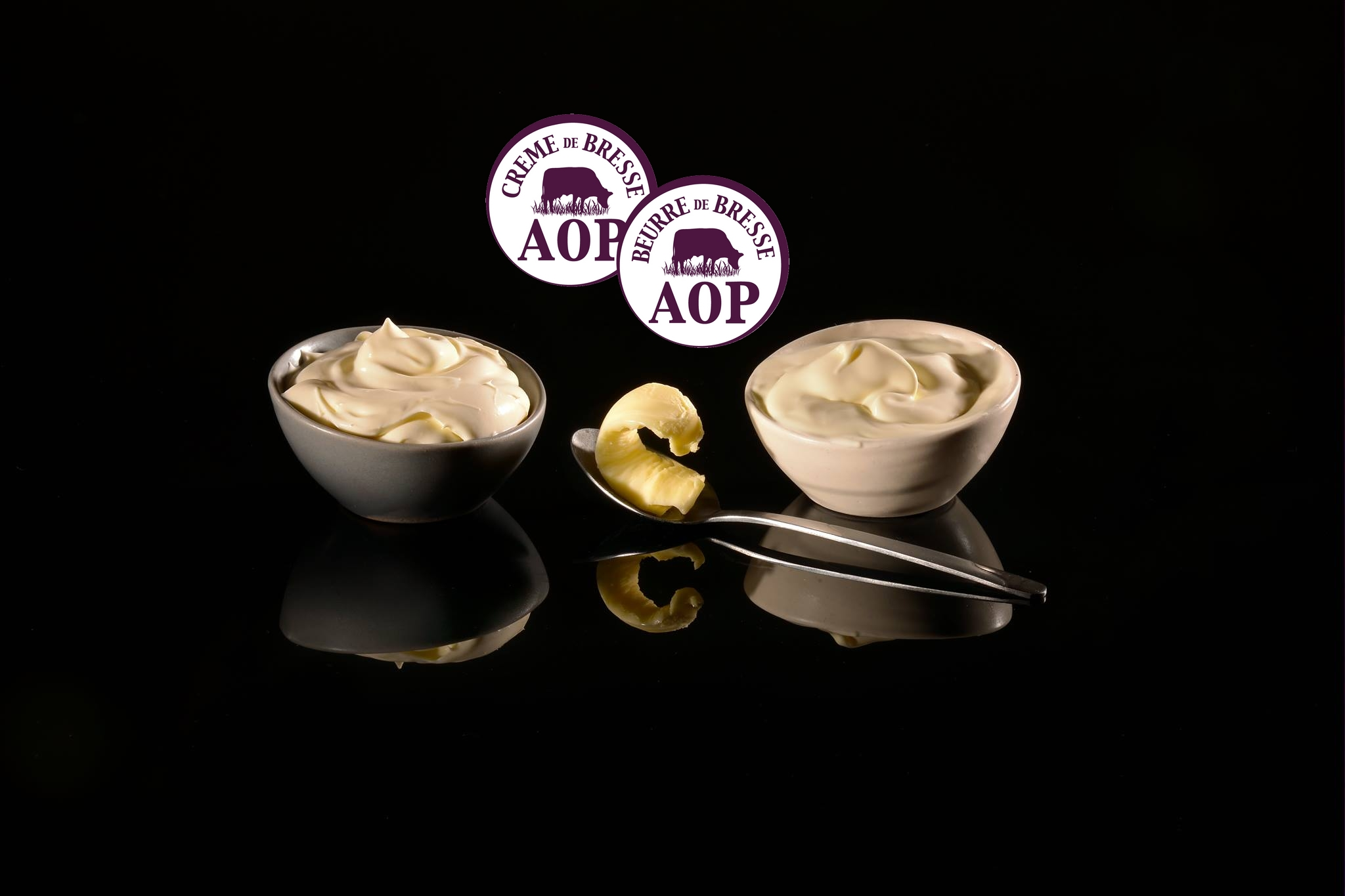
Crème et Beurre de Bresse AOP

Ces labels visent à protéger son nom et sa qualité au niveau national et européen tout en reconnaissant officiellement son appartenance à la région de la Bresse.
Des liens indéfectibles renforcent notre engagement envers le développement durable. La notion de terroir est sous-jacente à la notion d'appellation d'origine.
Les règles de création des AOP sont définies dans un cahier des charges et font l'objet de démarches administratives menées par un organisme indépendant agréé par l'INAO.
Les 2 cahier des charges pour la Crème de Bresse et le Beurre de Bresse ressemble différents points :

## La conduite du troupeau
- les vaches : un panaché de races, majoritairement des montbéliardes
- 20 % du troupeau sont au minimum en 4ème lactation

- les génisses sont mises à l’herbe dans l’année qui suit leur naissance
- des prairies constituées d’un minimum de 4 espèces associant graminées et légumineuses
- pour le bien être des animaux la préservation du bocage est obligatoire, un minimum de 40 mètres linéaire de haies par hectare
- le troupeau pâture au moins 150 jours dans l'année et dispose de 10 ares par vache traite

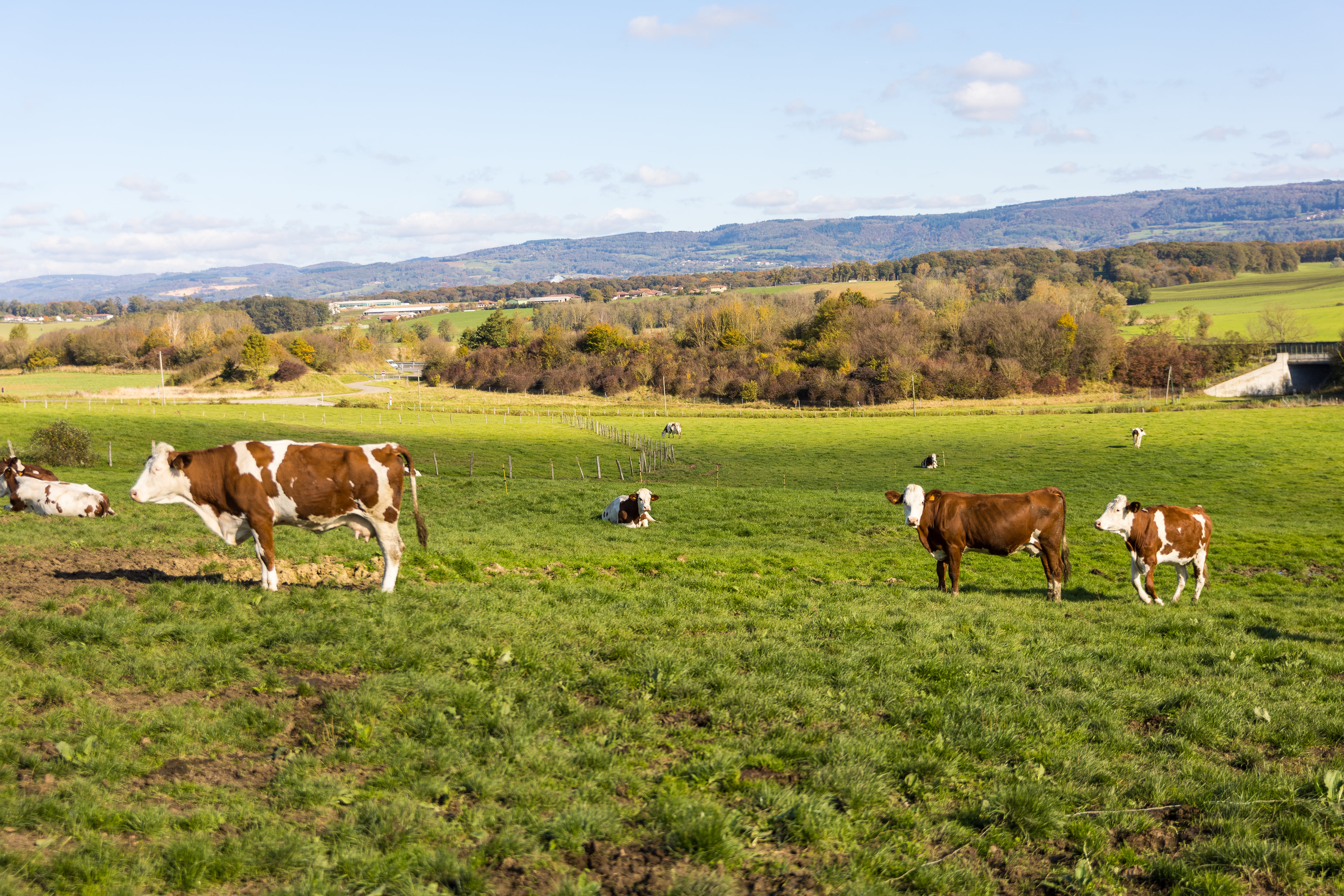
Pâturage bressan

## L'alimentation du troupeau
- 80 % de la ration totale annuelle est issue de l’aire géographique
- 75 % de la ration est basée sur un système fourrager (herbe verte, pâturée ou distribuée et herbe conservée sous toutes ses formes, luzerne et autres céréales)
- 60 ares de surface fourragère par vache
- Le colza distribué en vert, la moutarde, le chou, le raifort, le navet, le rutabaga et le radis sont interdits dans l’alimentation du troupeau.
- Le maïs destiné à l’alimentation du troupeau est conduit sans irrigation (maïs transgénique interdit) et représente 10% de la ration en été contre 25% en hiver
- L’apport en compléments alimentaires est limité à 1800 kilogrammes par vache et par an.

## Le stockage du lait du l'exploitation
- le lait est pré-refroidi avant l’arrivée dans le tank pour préserver la matière grasse
- le lait est collecté toutes les 4 traites (ou 48h)
- la durée de la collecte est limitée à 4 heures

## Mise en œuvre du lait
- Chez le transformateur, le lait collecté destiné à la fabrication de la crème de Bresse provient d’un troupeau global constitué de 50% minimum de vaches laitières de code race Montbéliarde.
- Le lait doit être obligatoirement écrémé dans les 36 heures qui suivent la collecte.
- Le pH du lait à réception doit être compris entre 6,4 et 6,9.
- L’indice de lipolyse à réception du lait doit être au maximum de 0,80 mEq pour 100 grammes de matière grasse.

## Fabrication

### Ecrémage
- La teneur minimale en matière grasse pour la crème de Bresse est de 36 grammes pour 100 grammes de produit.
- La teneur minimale en matière grasse pour la crème de Bresse suivie de la mention « épaisse » est de 33 grammes pour 100 grammes de produit.
- A la sortie de l’écrémeuse, la crème peut être pasteurisée. Dans ce cas, la pasteurisation s’effectue à une température comprise entre 92°C et 98°C pendant une durée de 15 à 90 secondes.
- De la sortie de l’écrémeuse au conditionnement de la crème, le nombre de pompages est limité à 3 au maximum.
- L’homogénéisation de la crème est interdite.
- L’emploi de crèmes de lactosérum, de crèmes reconstituées, congelées ou surgelées, de matières colorantes ou antioxygènes, de substances désacidifiantes destinées à abaisser l’acidité du lait ou de la crème est interdite.

### Maturation

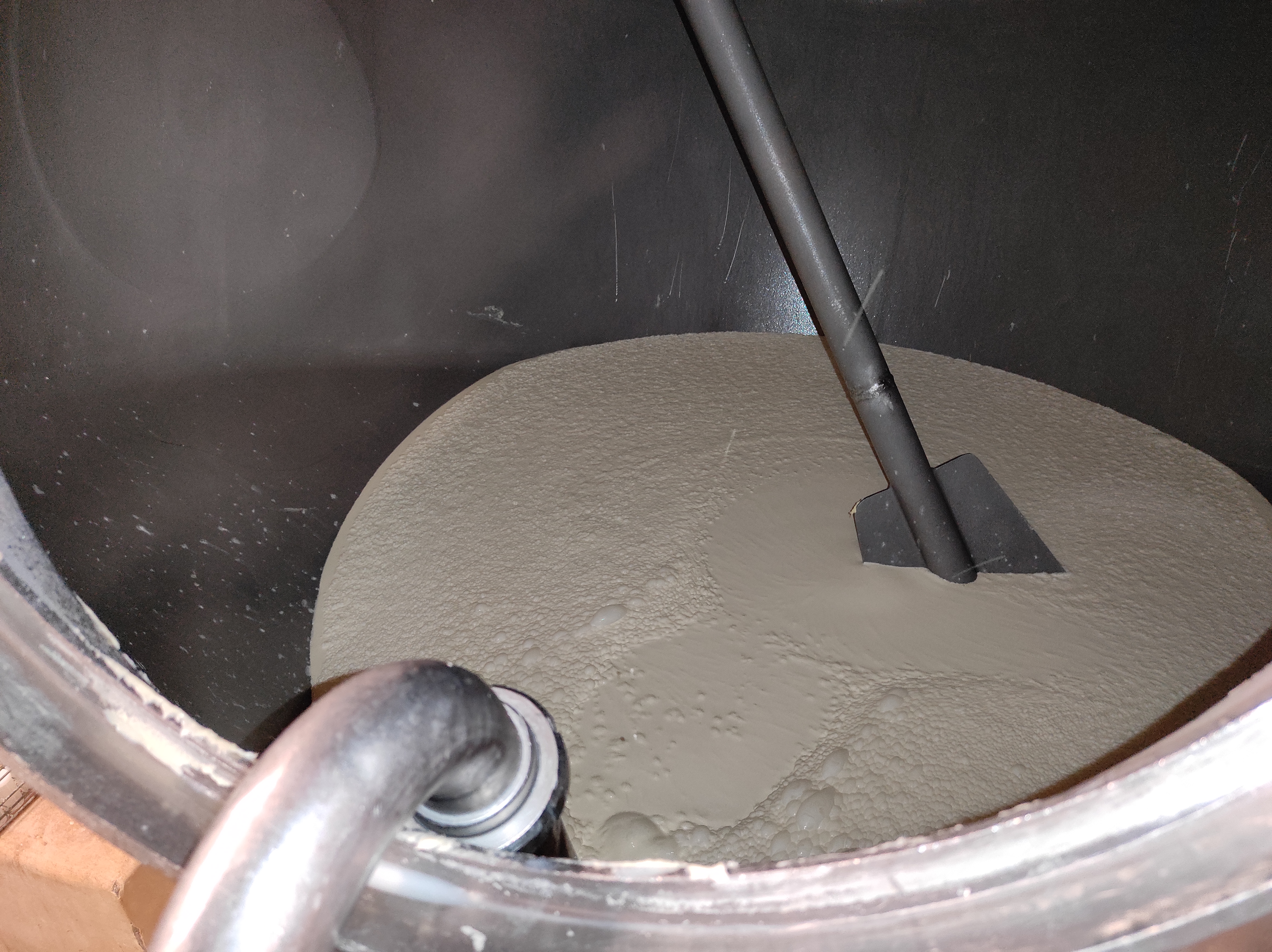
Maturation de la crème

- La crème doit obligatoirement subir une maturation biologique.
- Le type de ferments utilisés associe nécessairement des souches de bactéries lactiques acidifiantes et aromatisantes.

- Aucun ajout d’épaississant ou d’arôme n’est autorisé.
- La maturation biologique est stoppée par un traitement thermique : à chaud par thermisation ou pasteurisation ou à froid par stockage à 4°C.
- La durée de maturation est inférieure ou égale à 15 heures et se déroule en cuve et/ou en pot à une température maximale de 35°C. A la fin de la maturation, le pH est supérieur ou égal à 4,8.
- Pour la crème suivie de la mention « épaisse », la durée de maturation est comprise entre 16 et 24 heures et se déroule en cuve et/ou en pot à une température maximale de 25°C. A la fin de la maturation, le pH est inférieur à 4,8.

## Appellation d'origine Protégée

Zone AOC Crème et beurre de Bresse : au nord-ouest la Saône-et-Loire, au nord-est le Jura et au sud l'Ain.

Cette AOP concerne 93 communes de l’Ain, 64 de Saône-et-Loire et 35 du Jura, dans un quadrilatère Mervans - Beaufort - Ceyzériat - Saint-Étienne-sur-Chalaronne.
L’aire géographique de production de la « crème de Bresse » correspond à une plaine bocagère légèrement vallonnée, au relief de collines typique de la « Bresse » et dont l’altitude ne dépasse pas 300 mètres. C’est une unité géologique constituée de sols à matrice argileuse assurant de bonnes réserves en eau, avec toutefois une hétérogénéité parcellaire, que l’on retrouve la plupart du temps à l’échelle de l’exploitation. Elle jouit d’un réseau hydrique dense et omniprésent tissé de rivières, nées aux sources des côtes jurassiennes, et alimentées par des nombreux ruisseaux ou rigoles.
Elle bénéficie d’un climat continental de type « bressan », avec une pluviométrie soutenue et régulière, supérieure à 800 mm/an, qui favorise la pousse de l’herbe en période végétative et qui, couplé à une bonne gestion des sols, permet le développement de nombreuses cultures céréalières et notamment celle du maïs non irrigué.

## Spécificité du produit
Le Beurre de Bresse est un beurre de baratte doux élaboré à partir de crème maturée.

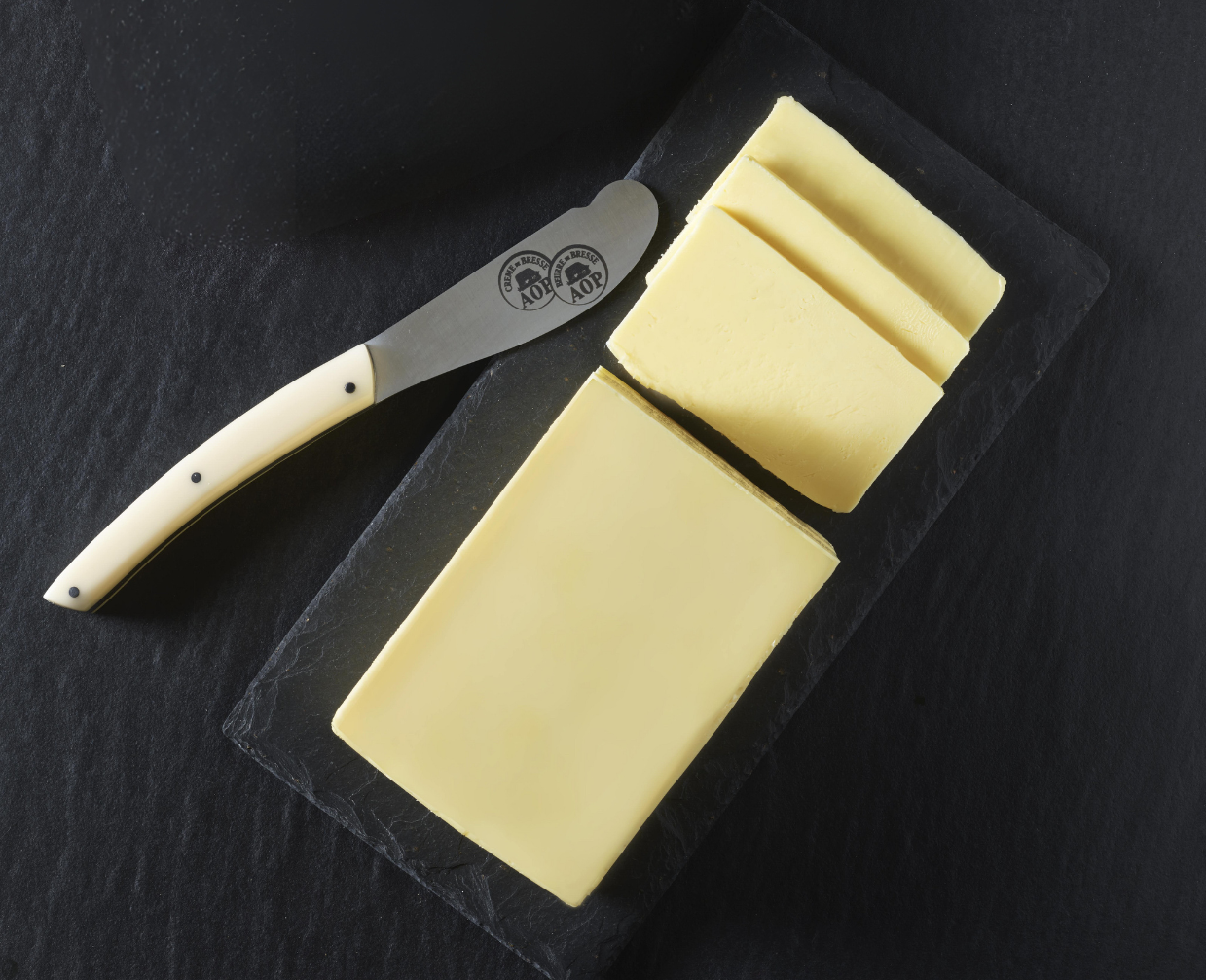
Beurre de Bresse AOP

Sa couleur est homogène et d’un beau jaune soutenu qui varie en hiver avec des beurres d’un jaune plus clair.
Sa texture est souple et aérée présente une bonne tartinabilité. Tendre et aromatique, le « beurre de Bresse » possède des notes caractéristiques lactées de « fraîcheur en bouche » et de fruits secs (noisette et noix). Il offre également une bonne persistance en bouche.
Il dispose d’une tenue à la cuisson exceptionnelle, qui permet la formation d’une mousse onctueuse jusque dans l’assiette.

La Crème de Bresse est une crème issue d’une maturation biologique, sans aucun ajout d’épaississant ou d’arôme. Elle est d’une couleur variant de blanc cassé à ivoire, d’un aspect brillant et lisse avec peu ou pas de bulles apparentes.
Elle recouvre deux types de crème qui se distinguent par leur niveau de matière grasse, leur acidité, leur texture et leur aptitude culinaire différente.
- La crème semi-épaisse, qui se caractérise par un taux de matière grasse élevé d’un minimum de 36 grammes pour 100 grammes, présente une bonne tenue, une texture lisse et onctueuse et un fort pouvoir nappant en bouche. Elle développe une expression aromatique intense, au nez comme en bouche, mêlant une pointe d’acidité et des notes lactées et sucrées (lait cuit, biscuit sucré, vanillé), à l’origine de sa particularité. Cette crème présente l’intérêt de bien résister à la chaleur (gratins de pommes de terre, poulets à la crème, boudin à la crème, pâtisseries), elle est donc souvent utilisée en cuisson longue à des températures élevées.
- La crème épaisse, qui se caractérise par une teneur en matière grasse d’un minimum de 33 grammes pour 100 grammes de produit, présente une texture épaisse et une acidité marquée. Elle est lisse et très onctueuse et a un bon pouvoir nappant en bouche. Elle développe une expression aromatique intense, au nez comme en bouche avec des notes de « fraîcheur en bouche » prononcées et des arômes marqués de lait (lait frais, lait cru,…) et de beurre. Cette crème est traditionnellement utilisée sans cuisson, en nappage de fruits ou de fromages blancs, ou bien pour des cuissons courtes à des températures modérées.Crème de Bresse AOP

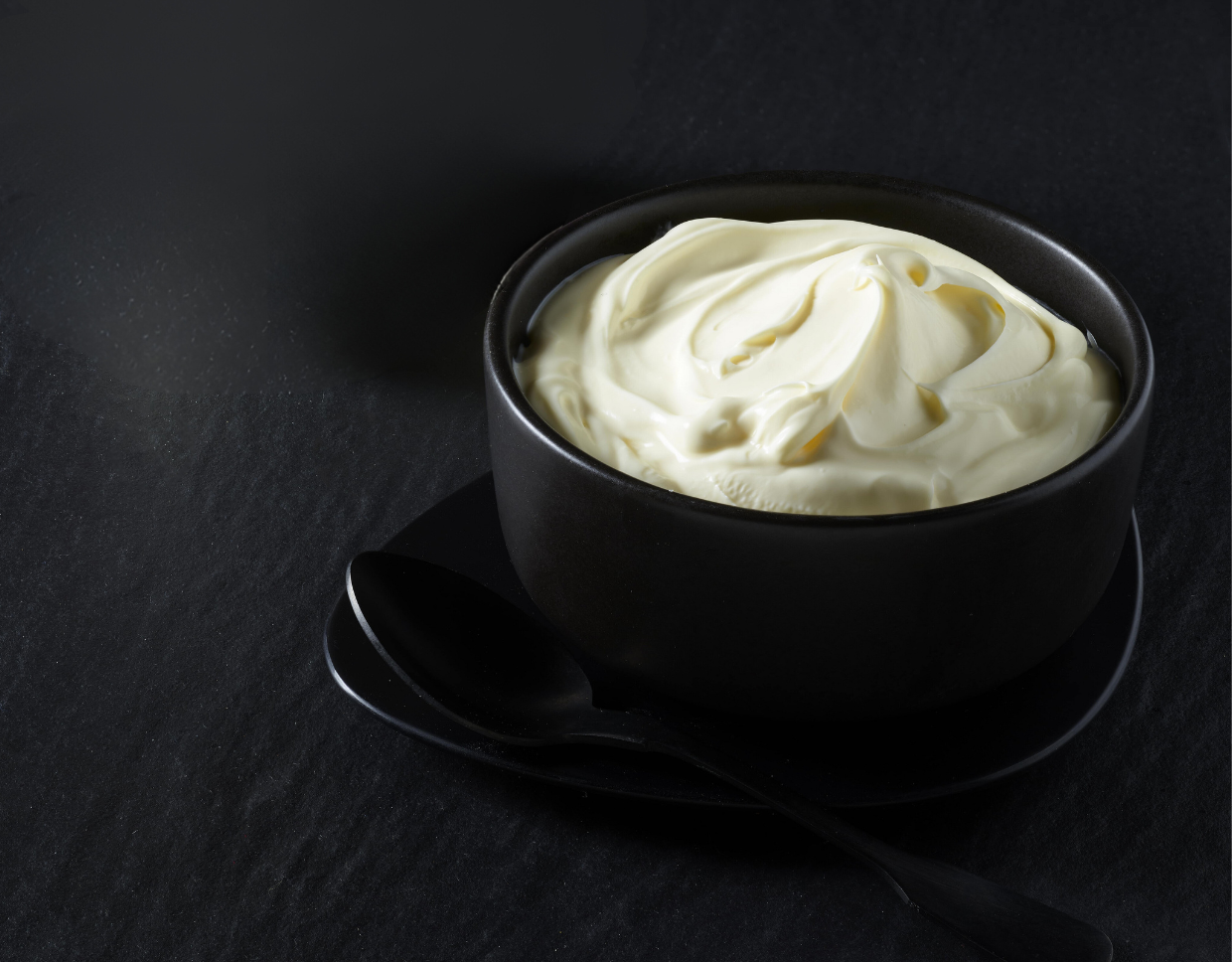
Crème de Bresse AOP

## Production

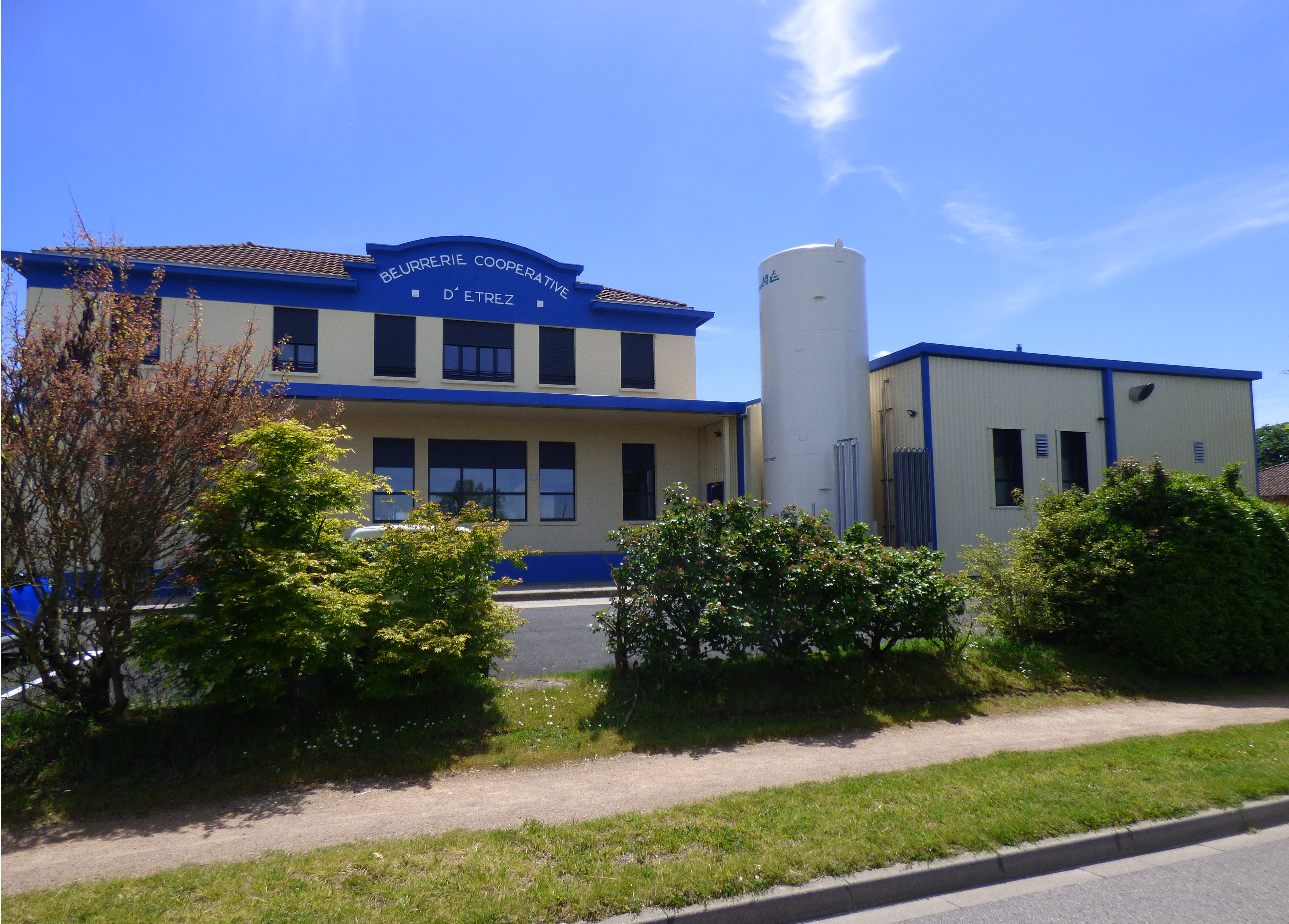
Laiterie Coopérative d'Etrez-Foissiat à Etrez

En 2010, 532 tonnes de crème de Bresse et 434 tonnes de beurre de Bresse ont été produites.
En 2022, la production atteint 502 tonnes de Crème de Bresse semi-épaisse, 397 tonnes pour la Crème de Bresse épaisse et 561 tonnes de Beurre de Bresse.
En 2023, il ne reste plus que 2 laiterieshabilitées à fabriquer la Crème et le Beurre de Bresse:
- Laiterie Coopérative d'Étrez-Foissiat (Produits Etrez et Coq d'Or)
- Laiterie de Bresse à Varennes-Saint-Sauveur (Produits La Bressane)

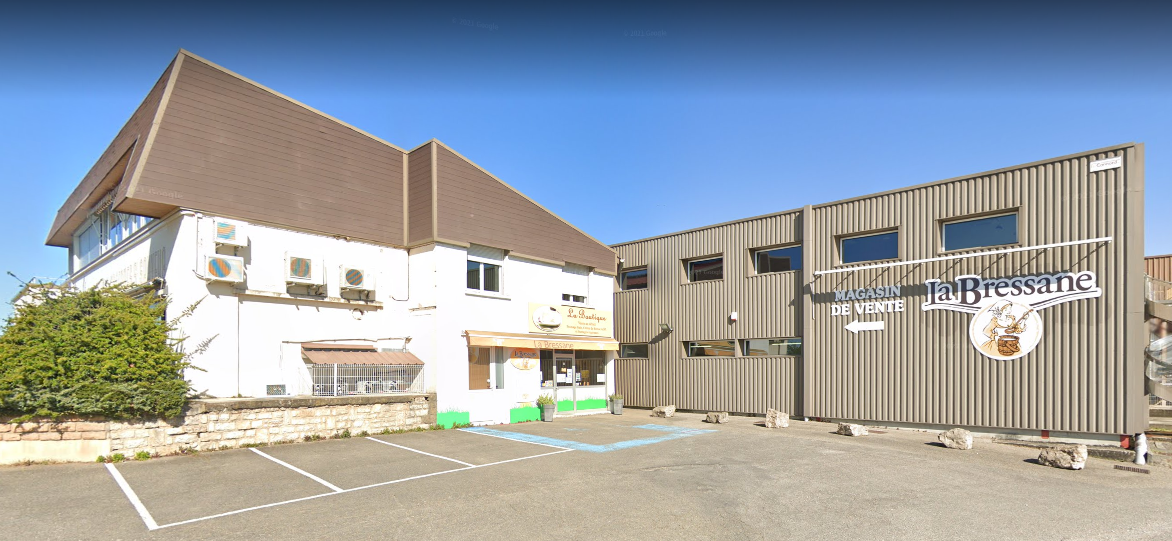
Laiterie de la Bresse à Varennes St Sauveur